# 海口高新技术产业开发区
海口高新技术产业开发区是1991年经由中华人民共和国国务院批准成立的海南省唯一一个国家级高新技术产业开发区，由海马工业园、云龙产业园、药谷工业园、狮子岭工业园、海南国际创意港以及美安生态科技新城等六个园区组成。其规划面积约为76平方公里。

## 园区概况
2015年全年，园区规模以上企业工业总产值达1400亿元，规上工业增加值达340亿元。